# بوييا (آن)
بوييا (بالفرنسية: Pouillat)‏ هي بلدية فرنسية تقع في إقليم الآن في فرنسا. رمز إنسي لها هو:1309. أما الرمز البريدي لها فهو: 1250.